# König der Spaßmacher
König der Spaßmacher ist eine US-amerikanische Filmkomödie aus dem Jahr 1958 von Michael Kidd mit Danny Kaye und Pier Angeli in den Hauptrollen. Das Drehbuch basiert auf der Kurzgeschichte The Romance of Henry Menafee von Paul Gallico.

## Handlung
Letitia Fairchild will, dass ihr Verlobter Andrew Larrabee seinen strengen Vater Matthew, Leiter des Larrabee-Internats, um eine Beförderung bittet, damit sie endlich heiraten können. Auch Andrews Brüder Gregory und Dudley ermutigen ihn zu dem Schritt. Matthew lehnt Andrews Vorliebe für die Archäologie ab. Andrew hofft insgeheim, eine Statue des Gottes Pan zu finden, die in der Nähe der Schule vergraben sein soll.
Einige Tage später erhält Andrew von seinem Vater die Erlaubnis, eine Grabung durchzuführen. An der geplanten Stelle gastiert zu Andrews Entsetzen der Zirkus der Familie Gallini. Da Lord Elmwood, der Besitzer des Geländes, dort eine Rinderfarm errichten will, werden die Gallinis von der Polizei aufgefordert, ihre Zelte abzubrechen. Andrew begegnet den fünf Gallini-Brüdern und deren Schwester Selena und wird für den Grundbesitzer gehalten. Der verwirrte Andrew versichert, dass es für ihn keinen Unterschied mache, ob der Zirkus da sei oder nicht, woraufhin die Gallinis erleichtert wieder auspacken. Kurz darauf erscheint Lord Elmwood, um die geplanten Bauarbeiten zu beaufsichtigen. Andrew erkennt in ihm einen ehemaligen Schulkameraden. Der Lord will den Zirkus und Andrew loswerden, doch da Andrew ein pikantes Detail aus dessen Vergangenheit kennt, stimmt er einem Aufschub von einer Woche zu.
Nach der Abendvorstellung und einem Abendessen mit den Gallinis unternimmt Andrew einen Spaziergang mit Selena. Sie erzählt ihm, dass sie und ihre Brüder nach dem Unfalltod ihrer Eltern von ihrem Onkel Antonio großgezogen wurden. Am nächsten Abend stößt Andrew mit Hilfe der Schimpansin Angelina bei seinen Grabungen auf einen Tunnel. Voller Enthusiasmus gräbt Andrew weiter bis in den folgenden Tag hinein. Als er wieder nach oben ins Freie gräbt, kommt er inmitten der Zirkusarena zum Vorschein, als gerade eine Dressurnummer mit Löwen durchgeführt wird. Mit seiner besten Lehrerstimne kommandiert er die Raubtiere auf ihre Plätze zurück und kann aus dem Käfig unverletzt entkommen. Andrew gesteht Selena später, dass er vom Jubel und Applaus der Zuschauer sehr angetan war. Selena sieht in ihm einen talentierten Clown. Sie bringt ihm das Jonglieren bei.
Als Antonio seine Stimme verliert, wird Andrew von den Gallinis gebeten, ihn als Gastgeber des Zirkus zu vertreten. Andrew erklärt sich dazu bereit. Als jedoch Dudley und Letitia erscheinen, um sich über den Fortschritt seiner Grabungen zu informieren, bittet er Selena um Hilfe für eine Ablenkung. Selena und ihre Brüder verkleiden ihn als dicken Clown. Da sie Andrew nicht finden können, verfolgen Letitia und Dudley die Vorstellung, ohne Andrew zu erkennen. Nach der Vorstellung trifft sich Andrew mit Letitia und zeigt ihr den Tunnel, beobachtet von der eifersüchtigen Selena. Verärgert wirft sie ein Stück Holz in den Tunnel, was zu dessen Einsturz führt und Andrew, Letitia und Selena verschüttet. Die Gallini-Brüder suchen die ganze Nacht nach ihrer Schwester.
Als am nächsten Tag die Schimpansin Angelina einen Stock aufnimmt, um eine Banane zu erreichen, gibt der Boden nach und bricht ein, wodurch die drei Verschütteten befreit werden. Die drei werden schlafend aufgefunden. Die Brüder beschuldigen Andrew, ihre Schwester verführt zu haben. Daher habe er sie sofort zu heiraten. Andrew bittet Selena, die Sache aufzuklären, doch Selena schweigt. Antonio setzt die Hochzeit für den folgenden Samstag an. In der Zwischenzeit erkundet Angelina den Tunnel und findet die Pan-Statue. Sie versteckt sie in ihrem Käfig. Andrew informiert Selena, dass er sie auf Grund seiner Verpflichtungen an der Schule nicht heiraten könne.
Bei seiner Rückkehr an die Schule muss Andrew seinem Vater eingestehen, die Statue nicht gefunden zu haben. Matthew gibt Andrew dennoch die Beförderung und setzt die Hochzeit mit Letitia auf den folgenden Samstag an. Schüler finden Werbezettel für den Gallini-Zirkus und wollen die Hochzeit dort feiern, was Andrew aber ablehnt. Am Vorabend der Hochzeit schleicht sich Selena in Andrews Zimmer und überreicht ihm die Statue, die sie in Angelinas Käfig gefunden hat. Andrew ist dankbar, muss ihr aber von seiner anstehenden Hochzeit mit Letitia berichten. Selena gibt ihm einen Abschiedskuss. Am Hochzeitstag ist Andrews Klasse nicht auffindbar. Während Andrew im Zirkus nach seinen Schülern sucht, finden Matthew, Gregory und Dudley die Statue und die Werbezettel. Sie eilen zum Zirkus und werden Zeugen, wie die Gallini-Brüder, die als Trapezartisten auftreten, Andrew zur Hochzeit mit Selena zwingen wollen, indem sie ihn in ihre Vorstellung einbeziehen. Als sie ihn schließlich zu Boden lassen, erklärt Andrew vor den Larabees und den Gallinis seine Liebe zu Selena, während Dudley gesteht, Letitia zu lieben. Matthew gibt beiden Paaren seinen Segen, woraufhin Andrew ein neues Leben als Zirkusclown beginnt.

## Entstehung und Veröffentlichung
| Figur                      | Darsteller          | Deutscher Sprecher    |
| -------------------------- | ------------------- | --------------------- |
| Andrew Larabee             | Danny Kaye          | Wolfgang Kieling      |
| Selena Gallini             | Pier Angeli         | Johanna von Koczian   |
| Antonio Gallini            | Salvatore Baccaloni | Arno Paulsen          |
| Matthew Larabee            | Noel Purcell        | Curt Ackermann        |
| Dudley Larabee             | Robert Coote        | Kurt Waitzmann        |
| Letitia Fairchild          | Patricia Cutts      | Eva Katharina Schultz |
| Gregory Larabee            | Rex Evans           | Axel Monjé            |
| Mr. Fairchild              | Walter Kingsford    | Erich Poremski        |
| Vittorio Gallini           | Peter Mamakos       | Benno Hoffmann        |
| Constable                  | Rhys Williams       | Franz Nicklisch       |
| Ugo Gallini*               | Richard Anderson    | Alexander Welbat      |
| Carlos*                    | Mel Koontz          | Otto Czarski          |
| * nicht im Abspann erwähnt |                     |                       |

Gedreht wurde der Film in CinemaScope von Ende Juni bis Mitte Oktober 1957 in den MGM-Studios in Culver City. William A. Horning und Gene Allen waren die Art Directors, Henry Grace und Richard Pefferle die Szenenbildner. Walter Plunkett sorgte für die Kostüme. Wesley C. Miller war für den Ton verantwortlich, William Tuttle und Lee Stanfield für das Make-up. Für die Farbberatung des in Metrocolor gedrehten Films war der Modefotograf George Hoyningen-Huene zuständig.
In kleinen nicht im Abspann erwähnten Nebenrollen traten Richard Anderson, Billy Curtis, Frank Jenks und Harry Wilson auf. Ebenfalls unerwähnt blieb John Dodsworth als Lord Elmwood.
Johnny Mercer und Saul Chaplin komponierten die Songs Chin Up, Stout Fellow, Everything Is Tickety Boo, The Pipes of Pan, Salud, The Square of the Hypotenuse und You Can't Always Have What You Want. Arthur Morton und Nelson Riddle leiteten das Orchester.
Die Premiere des Films fand am 20. Februar 1958 in Singapur statt. Damit ist der Film eine der ersten Hollywood-Produktionen, die ihre Weltpremiere in Südostasien hatten. Die US-Premiere fand am 20. März 1958 in New York statt. In der Bundesrepublik Deutschland kam er am 28. August 1958 in die Kinos. Die Synchronisation wurde vom MGM-Synchronisations-Atelier in Berlin hergestellt.

## Kritiken
Das Lexikon des internationalen Films schrieb: „Typisch amerikanisches Lustspiel mit einigen hübschen komödiantischen Nummern, aber auch nicht wenig Klamauk.“
Die Filmzeitschrift Cinema befand: „Spaßig, wenn auch der chaotische Witz früherer Kaye-Komödien fehlt. Fazit: Braver als der frühe Kaye, dennoch drollig.“
Bosley Crowthers von der The New York Times schrieb, der Film sei das, was ein Arzt gegen Winterdepressionen verschreiben würde.
Die Variety bescheinigte dem Film eine sorglose und amüsante Ausstrahlung und einige intelligente Musicalnummern mit außergewöhnlicher Musik und Text. Demgegenüber stehe die Tatsache, dass die Produktion nicht immer dem eigenen sehr hohen komödiantischen Wert und dem anfänglichen Tempo gerecht werde.
Der Kritiker des TV Guide zog den Vergleich zu früheren Filmen mit Danny Kaye und fand den Film recht harmlos aber immer noch unterhaltsam.